# Xinhua
Xinhua (新华通讯社, Xīn Huá tōngxùnshè 新華通訊社 eller kort 新华社 Xīn Huá shè, norsk: Det nye Kina) er et nyhedsbureau for regeringen i Folkerepublikken Kina og det største af landets to nyhedsbureauer. Den anden er 中国新闻社 / 中國新聞社 Zhōngguó xīnwén shè China News Service. Xinhua blev grundlagt i 1931 og har hovedsæde i Beijing.
Xinhua har over 10.000 ansatte (2008). Det kan sammenlignes med Reuters' cirka 1300 ansatte. Bureau udgiver blandt andet de kinesiske dagblade Folkets Dagblad (Renmin Ribao) og Referencenyheder (Cankao Xiapxi).